# David Zaafra
David González López (Granada, 22 de noviembre de 1948-ib., 30 de octubre de 2017), conocido artísticamente como Zaafra fue un pintor, artista plástico e ilustrador profesional español, muy ligado al mundo del flamenco. Realizó centenares de exposiciones por todo el mundo y desarrolló su vida personal y profesional en países como Francia, Alemania, Holanda, Bélgica y Suiza. En 2017 recibió el Premio de Cultura Gitana '8 de Abril' en la categoría de Pintura y Artes plásticas que concede el Instituto de Cultura Gitana.

## Biografía
David González López «Zaafra», nació en la calle Elvira en 1948. Fue artista polifacético puesto que abarcó muchísimos campos como el dibujo, la pintura, la escultura y el grabado; siempre con un afán extraordinario de experimentación, alejado de todo academicismo. En su juventud estudió Arquitectura técnica por imposición paterna. Tras finalizar la carrera se trasladó a Gerona (1977), donde realizó proyectos de restauración de edificios antiguos como los planos de la Sinagoga del antiguo barrio de Gerona con la estrella de David que se convertiría a la postre en símbolo de la judería gerundense. Aquí comenzó su incursión profesional artística convencido por pintores consagrados como Xargay, Monsó, Vaireda, Crozet e incluso Dalí.
Convertido en profesional, Zaafra se mudó a Suiza, lugar donde consolidó su estilo. Había transitado el hiperrealismo, el impresionismo, el expresionismo, el arte abstracto y matérico. En Suiza abrazó un estilo figurativo pero ecléctico, con otras influencias. En 1983 regresa a Granada y lleva sus pinceles primero a la calle Elvira donde establece su taller y punto de exposición de diferentes actividades culturales en Granada. Más adelante establece su estudio de forma definitiva en Huétor Vega.

## Trayectoria
Su dilatada carrera de artista la compaginó realizando multitud de exposiciones individuales, siendo las más importantes en el Centro Cultural de Madrid, Casa Elizalde de Barcelona, Centro Cultural Manuel de Falla de Granada, Centro Cultural Gran Capitán de Granada, Exposiciones itinerantes por España —patrocinadas por Pelayo Seguros—, XIX y XXVI Congresos Internacionales de Arte Flamenco, XVII Festival Internacional de Jazz de Granada.
Como retratista plasmó su arte en miles de sus obras sobre personajes ilustres del mundo flamenco, de los toros y de la élite cultural e histórica: S. M. Rey Juan Carlos I de España, Severo Ochoa —premio Nobel—, Luis Rosales, Emilio Romero, Montserrat Caballé, Manuel de Falla, Federico García Lorca, Camarón, Paco de Lucía, Félix Grande, Oscar Arias —premio Nobel—, etc.
David Zaafra diseñó cientos de carteles para distintos eventos abarcando ámbitos muy diversos. Es importante reseñar los carteles de las Fiestas del 2 de Mayo en Madrid (1991 y 1992), cartel del Día de Andalucía (1993), cartel Fiestas del Corpus, Granada (1996), y el cartel del 75 Aniversario del Primer Concurso de Cante Jondo de 1922 en la Alhambra de Granada, organizado por Manuel de Falla.
En el mundo de la ilustración desarrolló una etapa muy productiva llegando a ilustrar medio centenar de ediciones en muy diversos formatos. En el campo de la bibliofilia y el coleccionismo, destacan las dos ediciones litográficas sobre Don Quijote (Editorial Blázquez), así como la edición litográfica de los Cuentos de la Alhambra con el mismo editor. Otras ediciones artísticas para bibliofília son: Eros en el baile flamenco, Manolete in memoriam, Sonetos de Quevedo, Rincones de Granada, Codex Calixtinus y Paco de Lucia y Camarón de la Isla con textos de Félix Grande (Editorial Lunwerg). Es de destacar que Zaafra realizó una colección de más de quinientos dibujos originales inspirados en la universal obra de Cervantes: Don Quijote de la Mancha —editados en dos ediciones litográficas y otra edición normal—. Otros libros importantes: Vida y Arte de Carmen Amaya, Eros en el baile flamenco, Visiones de Camarón, Mariquilla, arte y pasión flamenca, Legends of the Alhambra, El Café de la Loba, Antiguo capitán de vino, Legends of New York, El reino de Granada, etc.
Como muralista desarrolló una gran faceta colaborando desinteresadamente y elaborando obras de gran impacto como El flamenco en un mural para la Humanidad en la Universidad Técnica Nacional de Costa Rica y también Esperanza y libertad en el Centro Penitenciario de Albolote.

## Obra

### Monumentos públicos
Monumento al cante del Piki —bronce—. Plaza de la Victoria (Granada),  Monumento al Donante de Sangre —escultura de hormigón—, Plaza de la Flor de Cuba (Alfacar), placa a Manuel Benítez Carrasco (iglesia del Salvador de Granada).

### Retratos más significativos
S. M. Rey Juan Carlos I de España, Severo Ochoa, Luis Rosales, Emilio Romero, Antonio Gala, Gabriel Celaya, Montserrat Caballé, Cristina Hoyos, Juan Habichuela, Federico García Lorca, Manuel de Falla, Félix Grande, Paco de Lucía, Camarón de la Isla, Salvador Távora, Pedro Duque, Manuel Cano, Manuel Benítez Carrasco, Ángel Barrios y Oscar Arias.

### Murales
500 Aniversario del descubrimiento de América. (La agonía del Cóndor) . 400 x 200 cm. / Centenario del nacimiento de Federico García Lorca. (Bodas de sangre). Diseño para los autobuses urbanos de Granada. / Apocalipsis 2000. 400 x 200 cm.. / “Memoria de un instante eterno”. Catedral del Cante. La Unión. Murcia. /”Redes y Náufragos”. Instituto Innov@ . San José. Costa Rica.

### Carpetas artísticas
Manuel Benítez Carrasco, Manuel Cano, Mariquilla, Eros en el tango, Épica del fútbol, Eros en el Flamenco, Golf, René Lavand y Don Quijote.

### Carteles más importantes
Cartel Fiestas 2 de Mayo. Madrid. 1991. / Cartel Fiestas 2 de Mayo. Madrid. 1992. / Cartel Día de Andalucía. 1993. / Cartel Fiestas del Corpus. Granada. 1996. / 75 Aniversario del 1.º Concurso de Cante Jondo de 1922. Granada. / CONCAB 2000 . Feria del Caballo Pura Raza Español. Armilla Granada.

## Últimas Exposiciones
- 2002. Galería de Arte Van-Gogh. Granada. / Sala de Exposiciones del Colegio de Gestores Administrativos de Andalucía Oriental. Granada. / XIX Festival Flamenco de Cataluña. Centro Cultural de Cornellá. Barcelona. / "Son del Sur". XII Bienal de Flamenco. Sevilla. / Exposición Festival de la Mistela. Los Palacios. Sevilla.
- 2003. Fitur. Pabellón de Andalucía. Madrid. / Exposición itinerante presentando a Andalucía en Berlín, Múnich, Frankfurt. / Feria Mundial del Flamenco en Sevilla. Palacio de Exposiciones y Congresos de Sevilla.
- 2004. Fitur. Pabellón de Andalucía. Madrid. / Galería de Arte de la Cueva. Granada. / Carteles Flamencos de Zaafra. Huétor Vega. Granada. / Feria Mundial del Flamenco en Sevilla. Palacio de Exposiciones y Congresos de Sevilla. / Carteles Flamencos de Zaafra. Centre Civic Besós. Barcelona.
- 2005. Conferencia-Exposición libro: Don Quijote-Zaafra, Palacio de Mondragón. Ronda. Málaga . / Conferencia-Exposición libro: Don Quijote-Zaafra, Ayuntamiento de Guadix. Granada. / Feria Mundial del Toro. Sevilla. / Presentación del libro Don Quijote-Zaafra . Ayuntamiento de Granada. / Exposición itinerante del Quijote en Granada, Jaén y Almería en el Colegio Oficial de Gestores administrativos de Andalucía Oriental. / Exposición “El Quijote de Zaafra”. Instituto Cultural de México. San José. Costa Rica. / Bienal Málaga en Flamenco. Centro Cultural de El Corte Inglés. Málaga. / Carteles históricos de flamenco. Ateneo de Málaga. / Bienal Málaga en Flamenco. Exposición antológica de flamenco en COFARAN. Málaga.
- 2006. Fundación Gestores de Granada. “Leyendas de Granada”. / Gallery Studio 34, Nerja. Málaga.
- 2007. Instituto Innov@. San José de Costa Rica. / Bienal Málaga en Flamenco. Eros en el Baile Flamenco. Ateneo. / Gallery Studio 34, Nerja. Málaga. / Flamenco para Travista. Exposición en escenario del Teatro la Cuadra. Estreno Teatro Calderón de Málaga. Itinerante. / Edición Litográfica “Sonetos de Quevedo”.
- 2008. Trabajo artístico en Jerusalén. / Universidad Carlos III Aranjuez. Madrid. Exposición “Rabinos de Jerusalem”. / Edición Litográfica Codex Calixtinus”. / Galería Carabeo. Nerja. Málaga. Exposición temática “Tauromaquia”. / Museo Taurino de Chiclana “El Paquiro”. Colección temática de toreros antiguos. / Palacio Abrantes. Nueva Acrópolis Granada./ Trabajo artístico en India (Rishikesh).
- 2009. Ilustraciones para diferentes ediciones: “The legend of Sleepy Hollow”, “La Chispa de Camaron” “Contes y Llegendes Antigues de Girona” “Acaba penita acaba” “El fuego de Al-andalus” “Camino y Arte en el Codex Calixtinus”. / Galleria Carabeo. Nerja. Exposición “Taurojondo”./ Colegio Gestores de Granada. “India”. Proyecto de Exposición itinerante por España y América en el año Xacobeo 2010.
- 2010. Exposición Itinerante por España patrocinada por la Junta de Galicia en el año Xacobeo2010. / Exposición en la Feria del libro de Aguascalientes. México. Presentación de la edición litográfica “ Sueño y Misterio en la Feria del libro del Zócalo de México DF. / Presentación de la edición litográfica “Cuentos de la Alhambra” de Washington Irving en el Ayuntamiento City Hall de Sleepy Hollow. New York. / Exposición en el Colegio de Gestores de Granada.
- 2011. Realización y exposición permanente del Mural: “El Flamenco Patrimonio Oral de la Humanidad” en la Universidad Técnica Nacional de Costa Rica. Alajuela. Superficie total de 44 metros cuadrados. / Exposición en la Affordable Art Fair of New York. USA. Galería Escarlata de Buenos Aires, Argentina. / Cartel Flamenco para la 558 Feria de San Miguel en Zafra. Badajoz.
- 2013 Realización del Mural "Amor y libertad" en el Centro penitenciario de Albolote. Granada. España.
- 2013 Realización del Mural: "Héroes de Costa Rica" para la Universidad Técnica Nacional en Alajuela. Costa Rica.

### Obras en colecciones públicas
Excmo. Ayuntamiento de Granada. / Excmo. Ayuntamiento de Huétor Vega. / Excmo. Ayuntamiento de San Sebastián. / Excmo. Ayuntamiento de Sitges. / Museo del Excmo. Ayuntamiento de Madrid. / La Caixa. Gerona. / Caja de Guadalajara. / La General de Granada. / Casa Elizalde. Excmo. Ayuntamiento de Barcelona. / Caja de San Fernando. Sevilla. / Excmo. Ayuntamiento de Arahal. Sevilla. / Colección Pelayo Mutua de Seguros. / Fundación Omar Dengo. San José. Costa Rica. /Teatro Nacional de San José de Costa Rica.

## Distinciones
- Medalla de oro, Socio de Honor. Peña La Parra Flamenca
- Medalla de oro, Hermandad Donantes de Sangre
- Medalla de oro, Peña la Platería
- XVII Festival Flamenco de Huetor-Vega en Homenaje al pintor David “Zaafra”.
- Premio Florencio del Castillo 2005. Fundación Pax Costarricenses. Costa Rica.
- Premio Cante de las Minas 2002. La Unión. Murcia.
- Nominado al Premio Nacional de Artes Plásticas. Fundación Cultura Viva. Madrid. España.
- Premio Nacional e Internacional de Pintura 2017 de la Fundación Instituto de Cultura Gitana. Ministerio de Educación de España.

### Ediciones artística para bibliofilia
- Zaafra, David. (2005). Semblanzas de Don Quijote. Guillermo Blázquez. ISBN 8496539008.
- Zaafra, David. (2005). Fantasías Amorosas en Don Quijote. Guillermo Blázquez. ISBN 8496539040.
- Zaafra, David. (2006). Eros en el baile flamenco. Zaafra. ISBN 8461110684.
- Irving, Washington. (2006). Cuentos de la Alhambra. Guillermo Blázquez. ISBN 9788496539167.
- Sena Medina, Guillermo. (2007). Manolete in memoriam. Gami. ISBN 9788417015091.
- Quevedo, Francisco de. (2007). Sonetos de Quevedo. David González López. ISBN 9788461190317.
- Anónimo. (2008). Códex Calixtinus. D. González López. ISBN 9788461231416.

### Otras publicaciones
25 Artistes en Girona. Xavier Mir. / Zaafra. Fascículo de Arte. / I Semana de Cultura Flamenca. Ayuntamiento de Granada. / Zaafra´90. Miguel Aparicio. / Zaafra. Catálogo General. Prolg. Emilio Romero./ Congreso Nacional de Actividades flamencas. Miguel Aparicio. / Sonetos de primavera. Arahal. Jacinto Martín./ Cántico para el toreo alado de Enrique Ponce. Guillermo Sena. / Enciclopedia Historia del Flamenco. Tomos II, III, IV, y V. Ediciones Tartessos. / Diccionario de Pintores y Escultores del siglo XX. tomo VI. / Enciclopedia de Andalucía. Tomos de Granada y Cádiz. Editorial Mediterráneo. / Umbral Flamenco del 2000. Edit. El Olivo. / Mariquilla Arte y Pasión Flamenca”. Edición de Autor. / "Camaron Mito y Realidad". Edición de 2000 Carpetas numeradas y firmadas. /Enciclopedia de Andalucía. Ediciones Tartessos. / A Mario Maya. Edición de 300 Carpetas . La Plateria. Granada. / Don Quijote – David Zaafra . Edición resumida del Quijote de Cervantes con ilustraciones de Zaafra. / El Café de la Loba, Edición Autor. / Biografía Poética de Zaafra. Ed. Autor. / La Chispa de Camarón. Ed. Espasa./ El fuego de Al-andalus. Ed. Asociación de la Prensa de Granada./